# Lucy Ejike
Lucy Ogechukwu Ejike es una pesista paralímpica nigeriana. Ha representado a su país en cinco Juegos Paralímpicos consecutivos desde 2000 en Sídney hasta los Juegos Paralímpicos de Río de Janeiro 2016. Ha ganado medallas en cada versión de los juegos, tres de oro y dos de plata.

## Biografía
Ejike nació el 16 de octubre de 1977 en Nigeria. Utiliza una silla de ruedas debido a la polio.

## Carrera
Comenzó a entrenar como levantadora de pesas poco antes de los Juegos Paralímpicos de Verano de 2000 en Sídney, Australia. En los Juegos compitió en el evento de 44.   kg de peso tomando la medalla de plata con un levantamiento de 102.5   kg, detrás de Fatma Omar de Egipto. Cuatro años después, en los Juegos de Atenas, mientras competía en la misma categoría de peso, rompió el récord mundial de levantamiento de potencia paralímpico dos veces en el camino a ganar la medalla de oro con un peso levantado de 127.5   kg.  
En los Juegos de Pekín 2008, subió una categoría de peso y ganó oro en los 48   kg. Rompió el récord mundial con su primer intento, levantando 125   kg. Volvió a romper el récord con un segundo levantamiento de 130   kg, pero vaciló al intentar levantar 137.5   kg en su tercer intento.
Después de su victoria en Pekín, declaró sus intenciones de subir de peso para establecer un nuevo récord mundial en una tercera categoría. Esto llevó a un enfrentamiento en los Juegos Paralímpicos de Verano de 2012 en Londres con su rival de Atenas, y poseedora del récord mundial de 56 kg, Fatma Omar. Ejike tomó la delantera en la primera ronda con un levantamiento de 135   kg pero no pudo mejorar este intento, mientras que Omar batió su récord desde Pekín con un levantamiento final de 142   kg. A pesar de no poder vencer a Omar, obtuvo la medalla de plata, 17   kg sobre la medallista de bronce Özlem Becerikli de Turquía.  
Cuatro años más tarde, Ejike y Omar se encontraron por tercera vez en los Juegos Paralímpicos, cuando ambas asistieron a los Juegos de 2016 en Río. Después de Londres, el Comité Paralímpico Internacional cambió las categorías de peso de levantamiento de pesas tanto para hombres como para mujeres, y ambas compitieron en las categorías femeninas de 61kg. El año anterior, la mexicana Amalia Pérez había establecido un récord mundial  con una elevación de 133   kg, que Ejike superó con su primer levantamiento de 135   kg. Omar había fallado en 133   kg en su primer levantamiento, pero tuvo éxito con el mismo peso en su segundo intento. Ejike mejoró su liderazgo con su segundo levantamiento, estableciendo su segundo récord mundial del día con un peso de 138   kg.  Omar respondió con un levantamiento final de 140   kg, colocando a Ejike en el lugar de la medalla de plata. Con su intento final, Ejike tuvo éxito con su tercer récord mundial del día y la medalla de oro cuando completó un levantamiento de 142   kg para convertirse tres veces en la ganadora de la medalla de oro. También fue honrada en Río al ser seleccionada por su país para ser la abanderada en la ceremonia de apertura.